# Stéphane Brezniak
Stéphane Brezniak est un footballeur français né le 19 septembre 1927 à Bonvillers-Mont (aujourd'hui Mont-Bonvillers) en Meurthe-et-Moselle et mort le 19 février 2018 à Verdun. 
Avec le FC Nancy, il a été finaliste de la Coupe de France en 1962.

## Carrière de Joueur
- 1950-1956 : Stade français  (en Division 1 et 2)
- 1956-1959 : RC Strasbourg (en division 1)
- 1959-1963 : FC Nancy (en division 1)[1]

## Palmarès
- Vice-Champion de France D2 en 1960 avec le FC Nancy
- Finaliste de la Coupe de France 1962 avec le FC Nancy